# Cryptocarya robynsiana
Cryptocarya robynsiana är en lagerväxtart som beskrevs av André Joseph Guillaume Henri Kostermans. Cryptocarya robynsiana ingår i släktet Cryptocarya och familjen lagerväxter. Inga underarter finns listade i Catalogue of Life.